# Soperuny
Soperuny és un poble del terme d'Areny de Noguera, situat al vessant oriental de la serra de Sis, en la capçalera de la vall de Cornudella, a la Baixa Ribagorça de l'Aragó. És un lloc deshabitat com Suerri i La Plana, llogarets del mateix municipi, i antigament del terme de Cornudella de Valira. Està a 1.227 metres d'altitud. L'any 1980 tenia encara 32 habitants.
L'església de Sant Martí de Soperuny, que depenia del monestir de Santa Maria d'Alaó, és de base romànica, del segle xii. El temple conserva la volta de canó, a més de tres capelles laterals. També es conserven pintures del segle xviii. El campanar està situat al nord-oest, té tres plantes i és de base quadrangular. Al sud-est es va afegir una sagristia.